# Frederic Gibbs
Frederic Andrews Gibbs (1903–1992) est un neurologue américain qui est un pionnier dans l'utilisation de l'Électroencéphalographie (EEG) pour le diagnostic et le traitement de l'épilepsie.

## Biographie
Gibbs est diplômé de Yale et Johns-Hopkins en 1929. Il se voit offrir une bourse de recherche en neuropathologie par Stanley Cobb (en), de la Harvard Medical School. Il étudie l'épilepsie dans le même laboratoire que William Gordon Lennox et Erna Leonhardt.
Erna Leonhardt est la collègue technique de Lennox et a immigré d'Allemagne. Elle épouse Gibbs en 1930 et ils forment une équipe de recherche qui dure toute une vie, publiant des articles ensemble au cours des cinquante années suivantes.
L'électroencéphalographe est primitif au début des années 1930, n'ayant qu'un seul canal. En 1935, Gibbs demande à Albert Grass (diplômé du MIT) de construire un EEG à trois canaux. Grass construit la machine dans le sous-sol de son père avec l'aide de son frère. La même année, Erna et Frederic Gibbs se rendent en Europe pour assister à une conférence et rendre visite à Hans Berger, l'inventeur de l'EEG.
En 1944, ils partent à l'école de médecine de l'Université de l'Illinois et Frederic Gibbs est promu professeur à la clinique de l'épilepsie.
Les Gibbs publient le livre Atlas of Electroencephalography en 1941, avec une deuxième édition en 1951. Leur livre valorise l'œil subjectif et expérimente d'un électroencéphalographe plutôt qu'une analyse mécanique ou mathématique objective.
Frederic Gibbs reçoit conjointement (avec William Gordon Lennox) le Prix Albert-Lasker pour la recherche médicale clinique en 1951.
Erna Gibbs est décédée en 1987.